# Никола Којић
Никола Којић (Београд, 28. март 1979) је бивши српски рукометаш. Играо је на позицији десног крила.

## Каријера
Рукометом је почео да се у приватној школи рукомета Феникс јуниорс, одакле је прешао у РК Стари град где је провео две године. Са 17 године је дошао у Црвену звезду. У дресу београдских црвено-белих је као млад играч добио прилику да игра у Лиги шампиона, а освојио је и две титуле првака СР Југославије. Његов следећи клуб је био Синтелон из Бачке Паланке где је био две сезоне. За сезону 2003/04. се вратио у Црвену звезду и освојио дуплу круну (првенство и куп). Године 2004. одлази у словеначки Цимос Копер у којем проводи наредне четири сезоне, а потом је две сезоне био играч екипе Цеље Пивоварна Лашко са којом је освојио дуплу круну у сезони 2009/10. За сезону 2010/11. сели се у шпански клуб Натурхаус Ла Риоха. У јесен 2011. године се прикључио словеначком клубу Изола, и ту се задржао до краја каријере 2015. године.
Којић је био дугогодишњи државни репрезентативац али са сениорским тимом није освојио ниједну медаљу. Са репрезентацијом Србије и Црне Горе је играо на Светском првенству 2005. у Тунису и на Европском првенству 2006. у Швајцарској. Са самосталном репрезентацијом Србије је играо на Светском првенству 2009. у Хрватској и на Европском првенству 2010. у Аустрији.

## Трофеји

### Црвена звезда
- Првенство СРЈ / СЦГ (3) : 1996/97, 1997/98, 2003/04.
- Куп СЦГ (1) : 2003/04.

### Цимос Копер
- Куп Словеније (1) : 2007/08.

### Цеље
- Првенство Словеније (1) : 2009/10.
- Куп Словеније (1) : 2009/10.